# Luciano Ortelli
Luciano Ortelli (ur. 4 grudnia 1956 w Neapolu, zm. 28 marca 2024) – włoski zapaśnik w stylu wolnym. Olimpijczyk z Los Angeles 1984, gdzie zajął ósme miejsce w kategorii 82 kg. Siódmy w mistrzostwach Europy w 1984. Srebrny medal na igrzyskach śródziemnomorskich w 1979 i brązowy w 1983. Wicemistrz EOG w 1979 roku.